# Шъруин Роузън
Шъруин Роузън (на английски: Sherwin Rosen; 29 септември 1938 – 17 март 2001) е американски трудов икономист. Той е имал връзки с множество американски университети и академични институции, включително Чикагския университет, Рочестърския университет, Станфорд и Института „Хувър“. Бил е ръководител на икономическия департамент на Чикагския университет.

## Избрана литература
- Rosen, Sherwin. Potato Paradoxes. Journal of Political Economy. Т. 107.   1999. DOI:10.1086/250112. с. 294 – 313.
- The Economics of Superstars. American Economic Review. Т. 71.   1981. с. 845 – 858.